# サラソウジュ

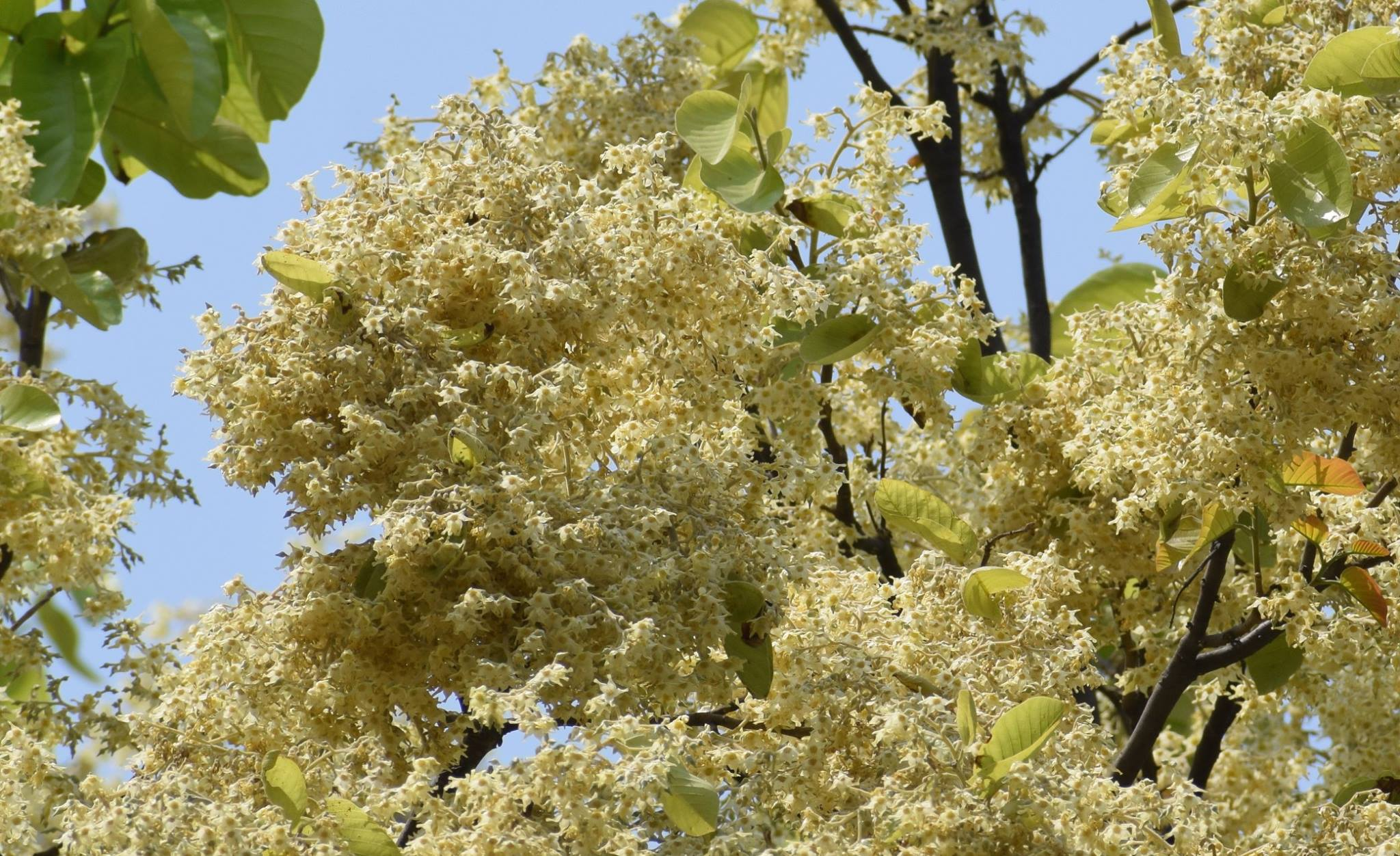
花

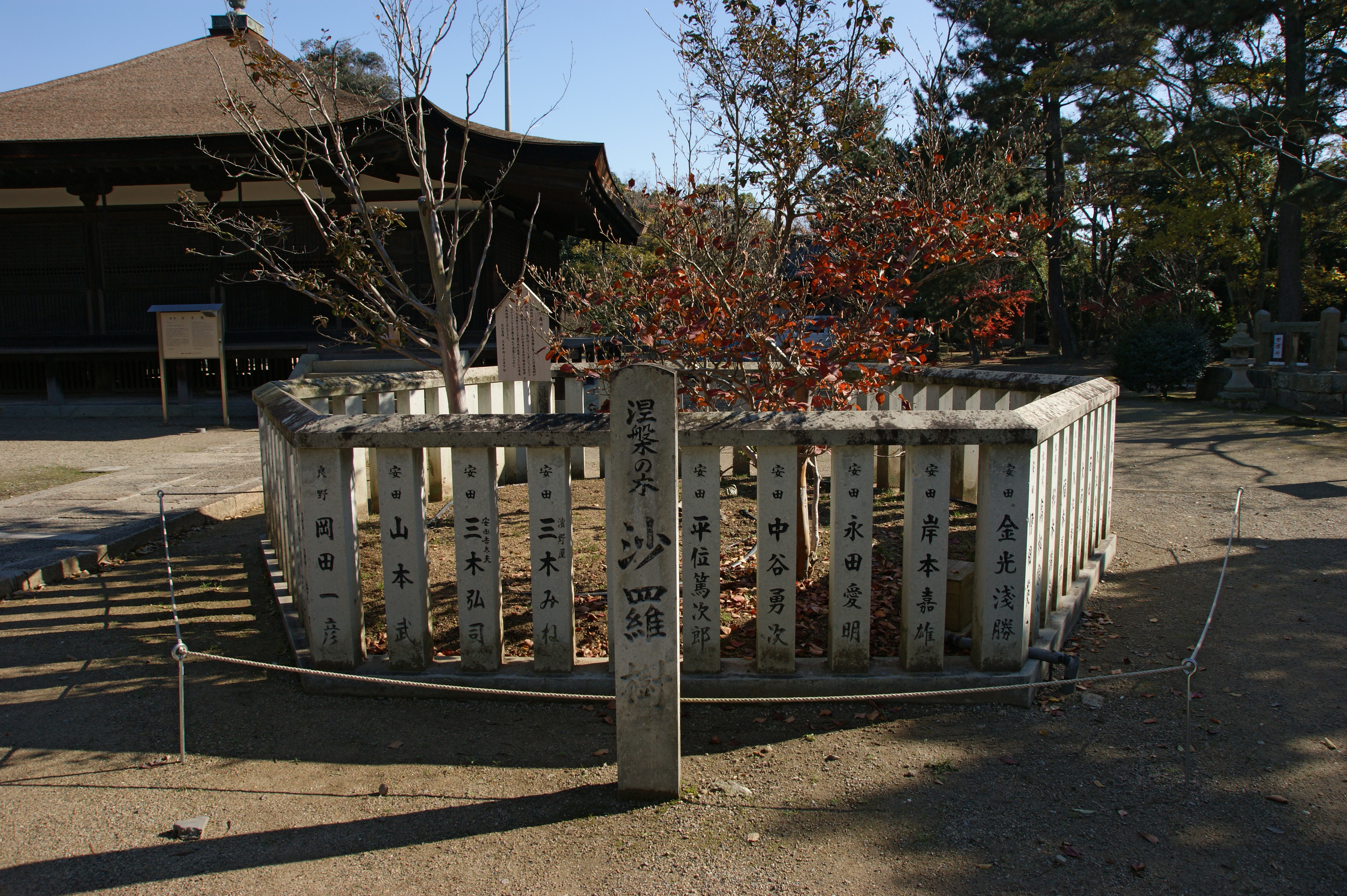
代用としてナツツバキが植えられている兵庫県加古川市鶴林寺境内

サラソウジュ（沙羅双樹、娑羅双樹、学名: Shorea robusta）は、フタバガキ科サラノキ属の常緑高木。シャラソウジュ、サラノキ、シャラノキともいう。ただし、これらの名で呼ばれ、日本の寺院に聖樹として植わっている木のほとんどは、本種ではなくナツツバキである。
ラワンの一種レッドラワン（S. negrosensis）と同属である。

## 特徴
幹高は30mにも達する。春に白い花を咲かせ、ジャスミンにも似た香りを放つ。
耐寒性が弱く、日本で育てるには温室が必要である。こうした植物園の例としては、草津市立水生植物公園みずの森や新宿御苑がある。日本の気候では育たないため、日本各地の仏教寺院では本種の代用としてツバキ科のナツツバキが植えられており、「サラソウジュ」やその別名で呼ばれている。

## 分布
インドから東南アジアにかけて広く分布。

## サラソウジュと仏教
沙羅樹は神話学的には復活・再生・若返りの象徴である「生命の木」に分類されるが、仏教では二本並んだ沙羅の木の下で釈尊が入滅したことから般涅槃の象徴とされ、沙羅双樹とも呼ばれる。
サンスクリットではシャーラ（サンスクリット語: शाल, śāla）またはサーラ（サンスクリット語: साल, sāla）と呼ばれる。日本語の沙羅樹の「シャラ」または「サラ」はこれに由来している。
現代ヒンディー語での名はサール（sāl）。
釈迦がクシナガラで入滅（死去）したとき、臥床の四辺にあったという、4双8本の沙羅樹。時じくの花を咲かせ、たちまちに枯れ、白色に変じ、さながら鶴の群れのごとくであったという（「鶴林」の出典）。
以上のように伝本により木の本数には異同がある。しかし、いずれにせよ「双」は元々の樹木の名に含まれておらず、二本もしくは二本組ずつになった木の謂である。

### 仏教三大聖樹
- 無憂樹（マメ科）：釈迦が生まれた所にあった木
- 印度菩提樹（クワ科）：釈迦が悟りを開いた所にあった木
- 娑羅樹（フタバガキ科）：釈迦が亡くなった所にあった樹木

## 利用
かつて東南アジア、とりわけマレー半島近隣で用材として家屋の建築やカヌー（舟）等に広く使用された。樹脂は香料や船板の水漏れ防ぐための槙皮（まいはだ）として、種子胚芽から取れる油は地域によって燈火や料理に用いられる。

## 関連作品

### 文学・絵画
- 涅槃図 - 釈迦入滅の情景に描かれる。
- 平家物語 - 「祇園精舎の鐘の聲（声）、諸行無常の響あり。沙羅双樹の花の色、盛者必衰の理を顕す。」(祇園精舎（巻第一）冒頭)

### 音楽・映像
- 沙羅双樹 - シンガーソングライター、谷山浩子の楽曲。
- 沙羅双樹の子護唄 - 日本のロックバンド、Kagrraの楽曲。
- 沙羅双樹 - 2003年に公開された日本映画｡
- 沙羅双樹 -島谷ひとみの楽曲。バラード曲。